# 热莫扎克
热莫扎克（法語：Gémozac，法語發音：[ʒemozak]）是法国滨海夏朗德省的一个市镇，位于该省中南部略偏西，属于桑特区。

## 地理
热莫扎克（45°34'11"N, 0°40'29"W）面积31.93 平方千米，位于法国新阿基坦大区滨海夏朗德省，该省份为法国西部滨海省份，北起旺代省，西临大西洋，南至吉倫特省，东南接多爾多涅省，东北接德塞夫勒省接壤，东临夏朗德省。
与热莫扎克接壤的市镇（或旧市镇、城区）包括：尚帕尼奥勒、克拉旺、雅泽讷、圣安德烈德利东、瑟德尔河畔圣日耳曼、圣西蒙德佩卢阿耶、唐扎克、维拉尔昂蓬、维罗莱。

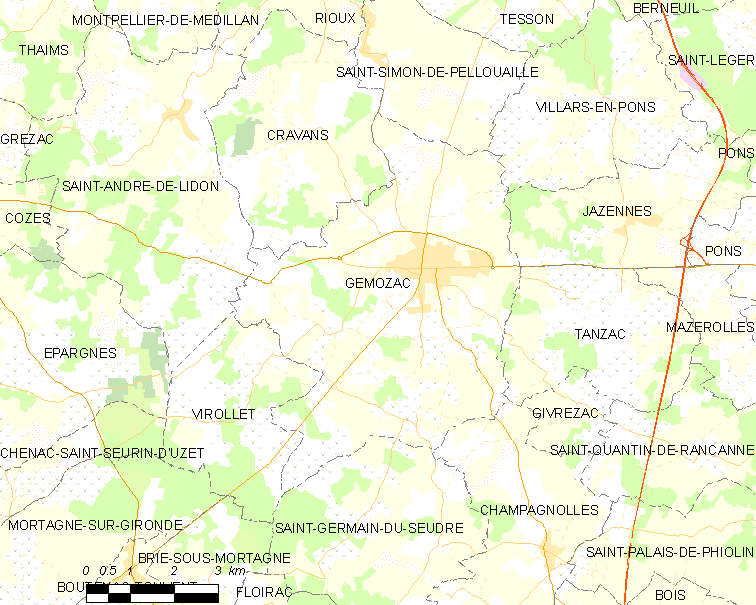
热莫扎克的OSM定位图

热莫扎克的时区为UTC+01:00、UTC+02:00（夏令时）。

## 行政
热莫扎克的邮政编码为17260，INSEE市镇编码为17172。

## 政治
热莫扎克所属的省级选区为桑通日-河口县。

## 人口

1962-2008年间热莫扎克人口变化图示

热莫扎克于2022年1月1日时的人口数量为3033人。